# Litoral del Baix Empordà
Litoral del Baix Empordà este o arie protejată (arie specială de conservare — SAC, sit de importanță comunitară — SCI, arie de protecție specială avifaunistică — SPA) din Spania întinsă pe o suprafață de 3.390,08 ha, integral pe uscat.

## Localizare
Centrul sitului Litoral del Baix Empordà este situat la coordonatele 41°51′52″N 3°10′08″E / 41.8645°N 3.1689°E.

## Înființare
Situl Litoral del Baix Empordà a fost declarat sit de importanță comunitară în decembrie 1997 pentru a proteja 68 de specii de animale. Alte tipuri de protecție:
- arie de protecție specială avifaunistică (în martie 2005)[2]
- arie specială de conservare (în noiembrie 2014)[1][3][4]

## Biodiversitate
Situată în ecoregiunile marină mediteraneană și mediteraneană, aria protejată conține 9 habitate naturale: Păduri de Quercus suber, Straturi cu Posidonia (Posidonion oceanicae), Faleze cu vegetație de Limonium spp. endemic de pe coastele mediteraneene, Recifuri, Păduri de Quercus ilex și Quercus rotundifolia, Păduri de pin mediteraneene cu pini mezogeni endemici, Tufărișuri termo-mediteraneene și de pre-deșert, Dune împădurite cu Pinus pinea și/sau Pinus pinaster, Phrygana din Mediterana de Vest de pe vârfurile falezelor (Astragalo-Plantaginetum subulatae).
La baza desemnării sitului se află mai multe specii protejate:
- păsări (61): uliu porumbar (Accipiter gentilis gentilis), fluierar de munte (Actitis hypoleucos), alca (Alca torda), rață mare (Anas platyrhynchos), fâsă-de-câmp (Anthus campestris), Aquila fasciata, stârc roșu (Ardea purpurea), stârc galben (Ardeola ralloides), buhai de baltă (Botaurus stellaris), buha (Bubo bubo), șorecarul comun (Buteo buteo), ciocârlie-cu-degete-scurte (Calandrella brachydactyla), Calonectris diomedea, caprimulg (Caprimulgus europaeus), Certhia brachydactyla, barză albă (Ciconia ciconia), șerpar (Circaetus gallicus), erete de stuf (Circus aeruginosus), erete cenușiu (Circus pygargus), porumbel gulerat (Columba palumbus), prepeliță (Coturnix coturnix), egretă mică (Egretta garzetta), presură de grădină (Emberiza hortulana), șoim de iarnă (Falco columbarius), Falco eleonorae, șoim călător (Falco peregrinus), vânturel roșu (Falco tinnunculus), cinteză (Fringilla coelebs), lișiță (Fulica atra), ciocârlan (Galerida cristata), găinușă de baltă (Gallinula chloropus), cufundar polar (Gavia arctica), cufundar mare (Gavia immer), cufundar mic (Gavia stellata), piciorong (Himantopus himantopus), Hydrobates pelagicus, stârc pitic (Ixobrychus minutus), capîntortură (Jynx torquilla), Larus michahellis, pescăruș râzător (Larus ridibundus), ciocârlie de pădure (Lullula arborea), prigoare (Merops apiaster), gaia neagră (Milvus migrans), muscar sur (Muscicapa striata), Oenanthe leucura, ciuf-pitic (Otus scops), pițigoi de brădet (Periparus ater), Phalacrocorax aristotelis desmarestii, Phalacrocorax carbo sinensis, ploier auriu (Pluvialis apricaria), Puffinus mauretanicus, Rissa tridactyla, mărăcinar negru (Saxicola torquatus), sitar de pădure (Scolopax rusticola), turturică (Streptopelia turtur), silvie roșcată (Sylvia cantillans), silvie de tufiș (Sylvia undata), corcodel mic (Tachybaptus ruficollis), chiră de mare (Thalasseus sandvicensis), pănțărușul (Troglodytes troglodytes), pupăză (Upupa epops)
- mamifere (5): vidră de râu (Lutra lutra), liliac cu aripi lungi (Miniopterus schreibersii), liliacul mediteranean cu potcoavă (Rhinolophus euryale), liliacul mare cu potcoavă (Rhinolophus ferrumequinum), delfin mare (Tursiops truncatus)
- nevertebrate (1): rădașcă (Lucanus cervus)
- reptile (1): Caretta caretta

Pe lângă speciile protejate, pe teritoriul sitului au mai fost identificate 6 specii de amfibieni, 6 specii de mamifere, 1 specie de reptile.